# 伦纳德·里德
伦纳德·爱德华·里德（Leonard Edward Read，1898年9月26日—1983年5月14日），美国自由意志主义者，是经济学教育基金会的创建者。

## 生平
自1950年代开始称自己为自由意志主义者（libertarian），这是现代意义使用Libertarian一词的开端。在1946年创建了经济学教育基金会（Foundation for Economic Education）。他撰写了大量提倡自由市场的文章，其中包括著名的《我，铅笔》（1958）。